# Skviřín
Skviřín (deutsch Speierling) ist ein Ortsteil der Stadt Bor in Tschechien. Er befindet sich drei Kilometer östlich von Bor und gehört zum Okres Tachov.

## Geschichte
Speierling wurde erstmals 1115 als Skuirino in der Gründungsurkunde des Klosters Kladruby genannt. Eine Feste wurde 1456 erwähnt.  Speierling gehörte damals zu 2/3  den Herren von Schwanberg, auf   Bor. 1641 soll der Ort im Dreißigjährigen Krieg vollständig zerstört worden sein. Mit der Lokalbahn Schweißing–Haid erhielt das Dorf 1903 einen Eisenbahnanschluss. 1930 lebten dort 262 Einwohner in 54 Häusern.
Nach dem Münchner Abkommen wurde der Ort dem Deutschen Reich zugeschlagen und gehörte bis 1945 zum Landkreis Tachau.
1991 hatte der Ort 55 Einwohner. Im Jahre 2001 bestand das Dorf aus 27 Wohnhäusern, in denen 68 Menschen lebten.

## Kirche
Die ehemalige Pfarrkirche ist nach den Hussitenkriegen eingegangen. Die alte Kirche wurde 1720 als Filialkirche von Haid wieder aufgebaut.

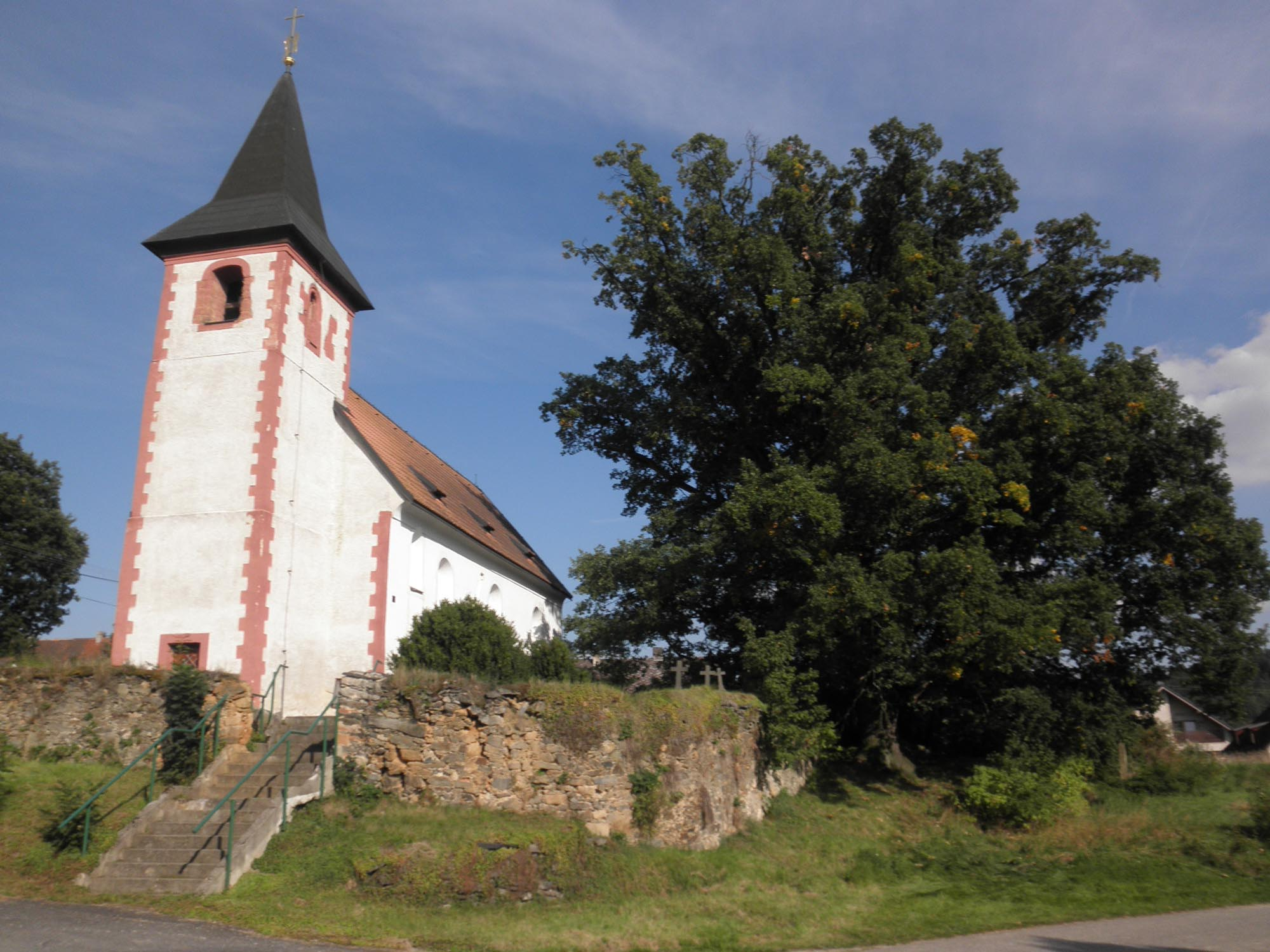
Filialkirche Peter und Paul in Skviřín (Speierling)